# Capilla Sixtina del Fútbol

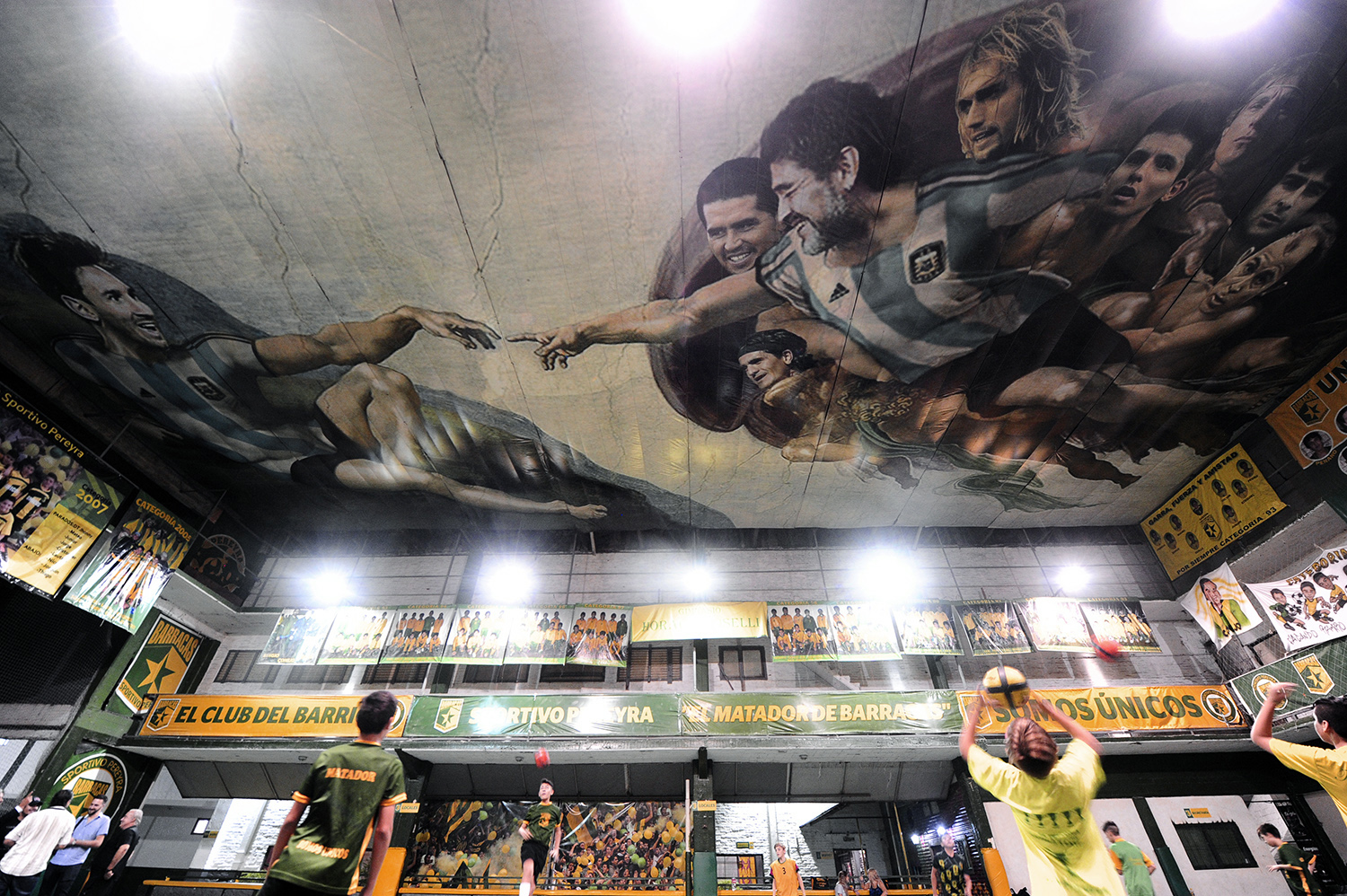
La Capilla Sixtina del Fútbol.

La Capilla Sixtina del Fútbol (también llamada "La Creación del Fútbol") es una obra exhibida en el club Sportivo Pereyra de Barracas, de la ciudad de Buenos Aires, Argentina. La misma homenajea a dos de las más grandes estrellas de la historia del fútbol como son Diego Maradona y Lionel Messi junto a otras figuras de renombre tales como Juan Román Riquelme, Gabriel Batistuta, Mario Kempes, Sergio Agüero, Claudio Caniggia, Ricardo Bochini y Ariel Ortega. Está inspirada en el clásico fresco La Creación de Adán de Miguel Ángel que se encuentra en la Capilla Sixtina del Vaticano en Roma. Fue creada en 2014 por el diseñador gráfico y artista argentino Santiago Barbeito (alias Santuke) pero recién se popularizó mundialmente en mayo de 2018 gracias a la viralización de un video filmado por un aficionado quien lo subió a las redes sociales.

## Historia
Hacia el año 2014 las autoridades del club vieron la necesidad de aportar mayor luminosidad a la cancha principal del complejo cuyo techo y paredes de cemento la convierten en un espacio cerrado. En principio, la idea era recrear en lo alto un cielo celeste con unas nubes pero luego surgiría una nueva propuesta que incluía a Messi, Maradona y al resto de representantes históricos del fútbol argentino. "Para nosotros esto es un templo sagrado del fútbol y qué mejor que plasmarlo con un techo acorde, el de un templo como la Capilla Sixtina", declaró a medios locales Ricardo Elsegood, entrenador principal del club.

## Características

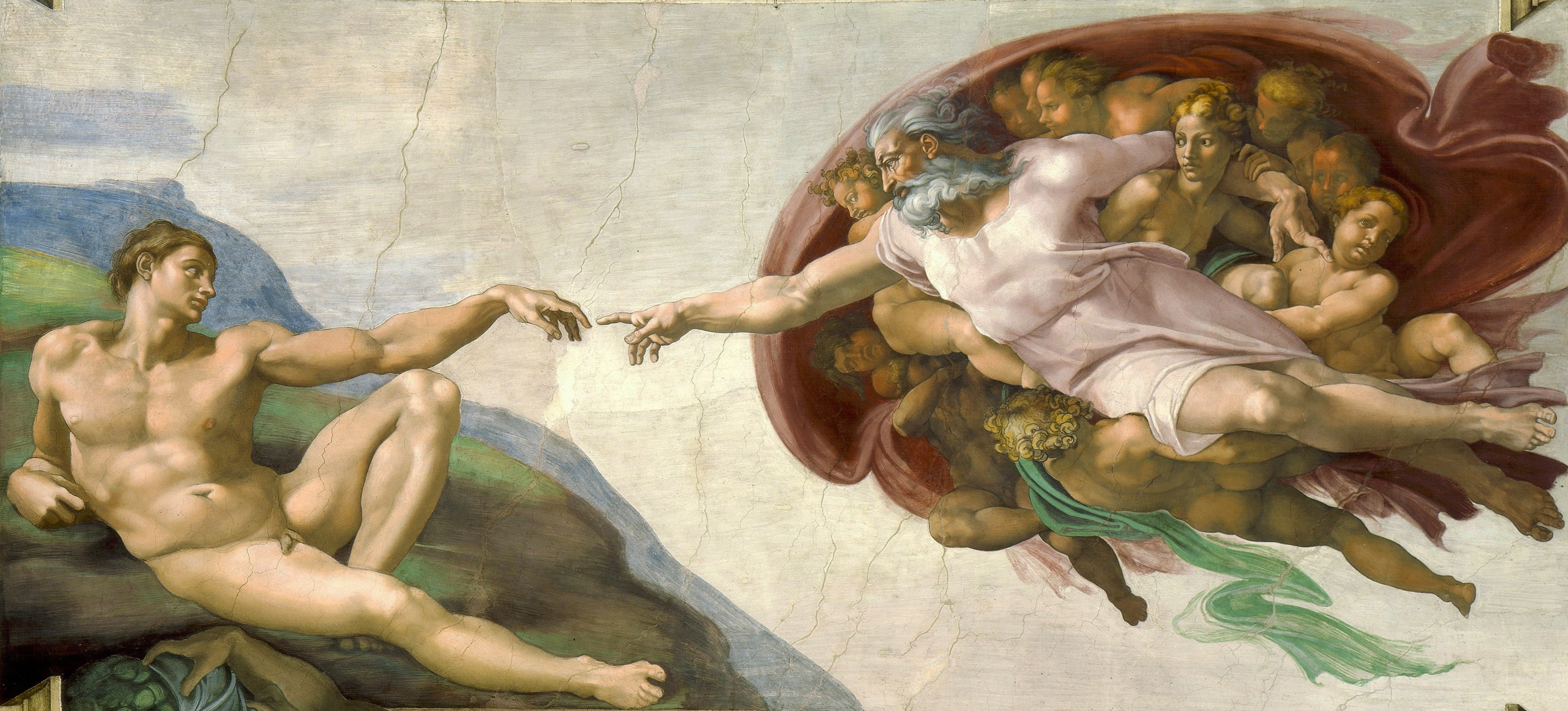
La Creación de Adán de Miguel Ángel

En esta recreación del fresco realizado por Miguel Ángel, Lionel Messi representa a Adán y Diego Maradona hace las veces de Dios, mientras que los querubines que completan la escena son Juan Román Riquelme, Gabriel Batistuta, Mario Kempes, Sergio Agüero, Claudio Caniggia, Ricardo Bochini y Ariel Ortega. “Es como que Maradona le otorga a Messi la continuidad del buen fútbol”, explicó Santiago Barbeito, autor de la obra.
A diferencia del realizado por el pintor italiano renacentista en el año 1511, esta obra porteña no fue pintada sino que se trata de un fotomontaje digital impreso en 8 paños de lona tensados que en suma alcanzan los 500 m² aproximadamente.
Producida a través de donaciones, su costo está valuado alrededor de los u$s 20.000.

## El club
El club Sportivo Pereyra está ubicado en la calle Alvarado 2785, en el barrio porteño de Barracas, a pocas cuadras de La Bombonera, el estadio del club Boca Juniors.
Los más de 100 chicos que hacen fútbol allí no pagan cuota social ni aranceles por entrenar y participar de los campeonatos oficiales; se trata de un caso atípico en las ligas infantiles de Argentina. Los técnicos tampoco perciben un sueldo, "ponen a disposición de los chicos su sapiencia, tiempo y cariño durante cinco días a la semana", resalta Sebastián García, presidente de la institución durante la gestión de la obra.

“Nuestro lema es «Cada chico ganado a la calle es un título obtenido» y por eso nos gusta que, cuando festejan un gol y miran al cielo, se miren a los ojos con los grandes jugadores argentinos que también fueron chicos y tuvieron sus mismas ilusiones.”
Sebastián García

De esta institución surgieron, por ejemplo, los consagrados jugadores Mauro Boselli y Juan Manuel Iturbe.